# Ella Raines
Ella Raines, född 6 augusti 1920 i Snoqualmie Falls, Washington, död 30 maj 1988 i Sherman Oaks, Kalifornien, var en amerikansk skådespelare. 
Hon medverkade i 20-talet Hollywoodfilmer och även några TV-produktioner. Hon var på toppen av sin karriär 1944 då hon gjorde huvudroller i flera storfilmer. Eaines var mellan 1947 och 1975 gift med jaktpiloten Robin Olds, som var ett legendariskt flygaräss i USA:s flygvapen. Hon lämnade filmbranschen på 1950-talet, med undantag för ett inhopp i TV-serien Matt Houston 1984. Hon avled 1988 till följd av cancer.
Raines har två stjärnor på Hollywood Walk of Fame. En för film vid 7021 Hollywood Boulevard, och en för TV vid 6600 Hollywood Boulevard.

## Filmografi
- 1943 – Kvinnor vid fronten
- 1944 – En cowboy rensar stan
- 1944 – Döden kan ej vittna
- 1944 – Ja, må han leva!
- 1945 – Om tankar kunde döda
- 1946 – En skojare i frack
- 1946 – Flickan sa' nej!
- 1947 – Spindelnätet
- 1947 – Med våldets rätt
- 1947 – Fy på sej, gamla människan!
- 1949 – Mysteriet Williams